# August Castelló i Roca
August Castelló i Roca (Barcelona, 4 de juliol de 1918 - Barcelona, 10 de juny de 1991) fou un metge i excursionista català.
Es llicencià en Medicina a la Universitat de Barcelona 1943. Com a mentge especialitzà en Medicina General i de l'Aparell respiratori, exercint de professor adjunt a la càtedra de Patologia General de la Facultat de Medicina de la Universitat de Barcelona de 1946 a 1956. El 1959, accedeix per oposició al Servei de Medicina interna de l'Hospital de la Santa Creu i Sant Pau. Des del 1959 al 1970 fou assessor mèdic de la Federació Espanyola de Muntanyisme (FEM) i vicepresident de la Federació Espanyola de Salvament i Socorrisme. La seva afició als esports, especialment a l'alta muntanya, el dirigí cap a la Medicina de l'Esport obtenint el 1964 el títol d'especialista en Medicina de l'Educació Física i de l'Esport. La Federació Espanyola de Muntanyisme li demanà assessorament, i com a muntanyenc i soci del Club Excursionista de Gràcia recorre les muntanyes de Catalunya i del Pirineu aragonès. I com a metge de l'esport, participa en les estades de preparació de les expedicions espanyoles a l'Aconcagua i les que es fan als Alps. El 1968, es converteix en el metge de l'equip olímpic espanyol als Jocs Olímpics de Mèxic mentre que, el 1979, ho és de l'equip d'esquí de fons als Campionats del Món d'Esquí d'Oslo. Forma part de la delegació espanyola als Jocs del Mediterrani 1979 celebrats a Split. I el 1981 pren part en l'expedició espanyola als Andes i en la catalana a l'Annapurna el 1981. També, col·laborà en la fundació de la Societat Espanyola de Medicina i Auxili en Muntanya (SEMAM), representant d'Espanya en la comissió mèdica de la Unió Internacional d'Associacions Alpinístiques i a la Comissió Internacional de Socors Alpins així com vicepresident i president de l'Agrupament Llatí Mediterrani de Medicina de l'Esport el 1987, membre fundador i primer president de la Societat Catalana de Medicina de l'Esport en el bienni 1985-1987 a més de vicepresident de la Societat Internacional de Medicina de Muntanya l'any 1986.

## Reconeixements
- Ensenya del Grup Especial d'Escalada (GEDE) del Club Excursionista de Gràcia (1958)[2]
- Medalles de bronze i d'argent de la FEM (Federació Espanyola de Muntanyisme)[1]
- Medalla d'argent de la Federació Espanyola de Salvament i Socorrisme[1]
- Medalla de medicina de muntanya de la Universitat de Pàdua[1]
- Medalla Forjadors de la Història Esportiva de Catalunya (1987)[1]
- En honor seu es crea l'"Institut d'Estudis de Medicina de Muntanya Dr. August Castelló Roca", institució que, pòstumament, edita la seva darrera obra Homes, muntanya i medicina[3]
- El 1990, la Societat Catalana de Medicina de l'Esport institueix el "Premi Dr. August Castelló Roca" per valorar la trajectòria humana i científica en el camp de la Medicina de Muntanya[3]
- El 2010 la Sociedad Española de Medicina y Auxilio en Montaña (SEMAM) crea el "Premio Castelló Roca" a la trajectòria professional en Medicina de Muntanya[3]

## Publicacions
- El Cuerpo humano (1960)
- Alimentación. Expedición española a los Andes del Perú (1961)
- Nuestro cuerpo (1975)
- Medicina del fútbol (1980)
- Los derechos del niño y la gimnasia nociva, a "Cartas de los lectores". La Vanguardia (22 d'agost de 1984)
- Medicina de la montaña (1985)
- Manual de Fisiología del Deporte: bases fisiológicas de las actividades físicas y Deportivas (1986)
- Enquesta patològica d'alta muntanya, amb M. Mateu-Ratera et al. (1991)
- Home, muntanya i medicina (1993)